# Cykl skalny

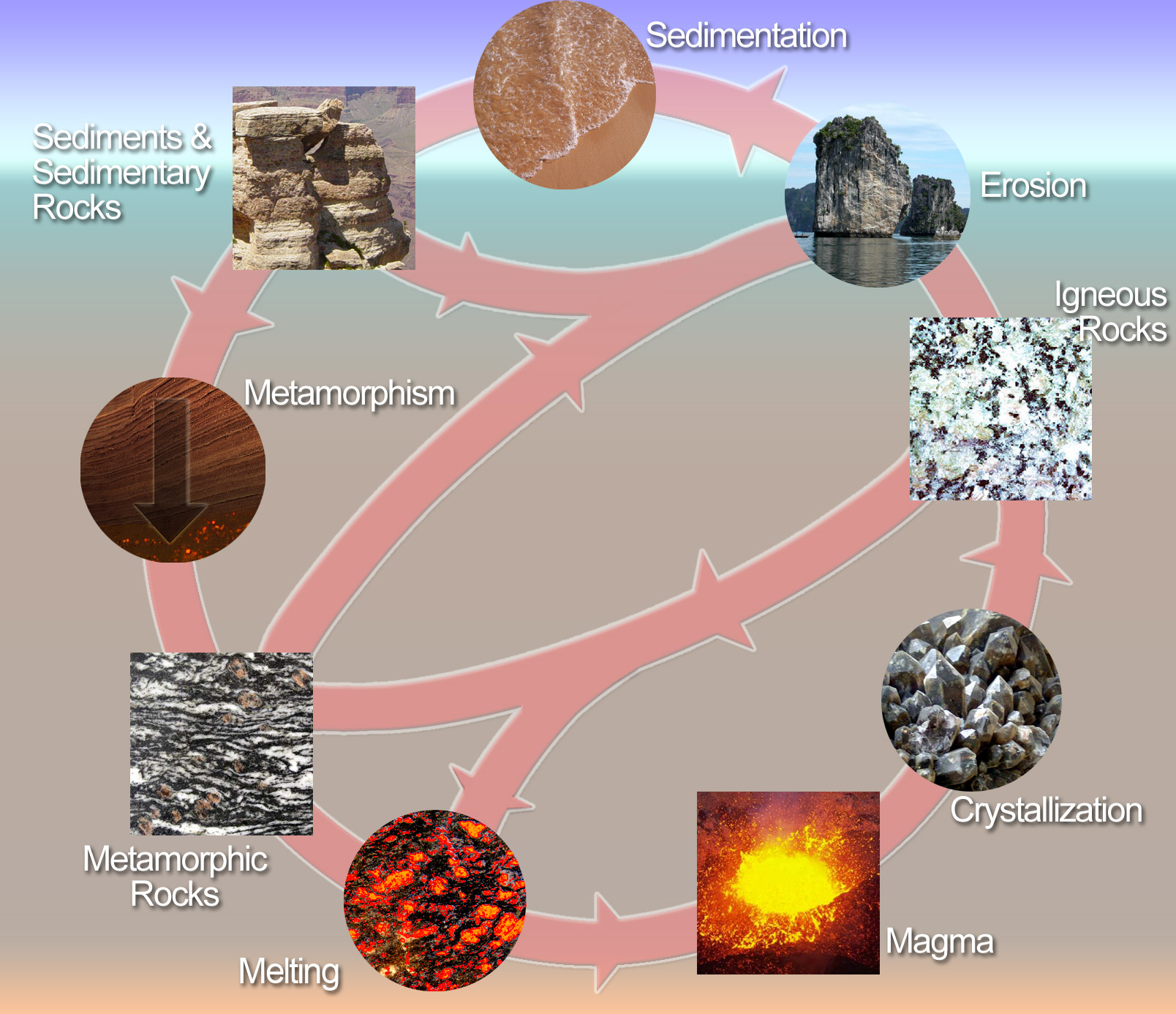
Cykl skalny

Cykl skalny – pojęcie w geologii opisujące przemiany skał skorupy ziemskiej.
Przykładowo, skały starych płyt oceanicznych są przetapiane w strefach subdukcji, skały kontynentów ulegają wietrzeniu pod wpływem  czynników zewnętrznych (np. woda, wiatr, temperatura), tworząc osady przekształcające się w skały osadowe, a następnie w metamorficzne; nowe skały magmowe powstają np.  strefach ryftów lub z lawy czynnych wulkanów w innych strefach (np. pacyficzny pierścień ognia). Uważa się, że cykl skalny trwa średnio około 50-90 mln lat. 
Cykl skalny tworzą procesy:
1. erozja i wietrzenie skał,
2. transport zerodowanego materiału,
3. depozycja (sedymentacja) osadów,
4. lityfikacja (powstawanie skał osadowych),
5. metamorfizm (powstawanie skał metamorficznych),
6. przetapianie (powstawanie magmy),
7. powstawanie skał magmowych – plutonicznych i wylewnych,

Przebieg cyklu jest powiązany z ruchami skał litosfery, zachodzącymi  wraz z wędrówką kontynentów, opisywanej przez teorię tektoniki płyt (zob. diastrofizm).